# Тхеквондо на літніх Олімпійських іграх 2008
Змагання з тхеквондо на літніх Олімпійських іграх 2008 у Пекіні проходили з 20 по 23 серпня в Спортзалі Пекінського технологічного університету. 128 спортсменів, 64 чоловіки та 64 жінки, змагалися у 8-ми дисциплінах. Вперше в кожній дисципліні вручали по дві бронзові медалі.

## Формат змагань
Змагання з тхеквондо на Олімпійських іграх складалося з одного відбіркового турніру. Проте, МОК вирішив присуджувати по дві бронзові медалі в кожній дисципліні. Систему втішних поєдинків зберегли, але різниця полягала в тому, що обидва переможці відповідних втішних поєдинків здобували бронзову медаль.

## Медалі
Південна Корея домінувала в цьому виді змагань, вигравши 4 золоті медалі в 4 дисциплінах, в яких спортсмени цієї країни брали участь. Гаді Саеї повторив своє чемпіонство і разом зі Стівеном Лопесом вони були єдиними тхеквондистами, які виграли медалі на останніх трьох Олімпіадах. Чу Муєнь і Александрос Ніколаїдіс також виграли медаль удруге. Рогулла Нікпаї став першим афганським призером Олімпіади. Сара Стівенсон, нарешті, завоювала медаль на своїй третій Олімпіаді, усунувши зі шляху дворазову чемпіонку Чень Чжун внаслідок безпрецедентної зміни результату.

### Чоловіки
| Дисципліни           | Золото                       | Срібло                                   | Бронза                       |
| -------------------- | ---------------------------- | ---------------------------------------- | ---------------------------- |
| Вага мухи (58 кг)    | Ґільєрмо Перес · Мексика     | Юліс Мерседес · Домініканська Республіка | Рогулла Нікпаї · Афганістан  |
| Вага мухи (58 кг)    | Ґільєрмо Перес · Мексика     | Юліс Мерседес · Домініканська Республіка | Чу Муєнь · Китайський Тайбей |
| Вага пера (68 кг)    | Сон Тхечін · Південна Корея  | Марк Лопес · США                         | Сервет Тазеґюл · Туреччина   |
| Вага пера (68 кг)    | Сон Тхечін · Південна Корея  | Марк Лопес · США                         | Сун Юйчі · Китайський Тайбей |
| Середня вага (80 кг) | Гаді Саеї · Іран             | Мауро Сармієнто · Італія                 | Чжу Гуо · Китай              |
| Середня вага (80 кг) | Гаді Саеї · Іран             | Мауро Сармієнто · Італія                 | Стівен Лопес · США           |
| Важка вага (+80 кг)  | Чха Тон Мін · Південна Корея | Александрос Ніколаїдіс · Греція          | Чіка Чуквумеріє · Нігерія    |
| Важка вага (+80 кг)  | Чха Тон Мін · Південна Корея | Александрос Ніколаїдіс · Греція          | Арман Чилманов · Казахстан   |

### Жінки
| Дисципліни           | Золото                         | Срібло                      | Бронза                           |
| -------------------- | ------------------------------ | --------------------------- | -------------------------------- |
| Вага мухи (49 кг)    | У Цзін'юй · Китай              | Буттреє Пуедпонг · Тайланд  | Дайнелліс Монтехо · Куба         |
| Вага мухи (49 кг)    | У Цзін'юй · Китай              | Буттреє Пуедпонг · Тайланд  | Далія Контрерас · Венесуела      |
| Легка вага (57 кг)   | Ім Сучон · Південна Корея      | Азізе Танрікулу · Туреччина | Діана Лопес · США                |
| Легка вага (57 кг)   | Ім Сучон · Південна Корея      | Азізе Танрікулу · Туреччина | Мартіна Зубчич · Хорватія        |
| Середня вага (67 кг) | Хван Кьон Сон · Південна Корея | Карін Сержері · Канада      | Гвладіс Епанг · Франція          |
| Середня вага (67 кг) | Хван Кьон Сон · Південна Корея | Карін Сержері · Канада      | Сандра Шарич · Хорватія          |
| Важка вага (+67 кг)  | Марія Еспіноса · Мексика       | Ніна Солгейм · Норвегія     | Сара Стівенсон · Велика Британія |
| Важка вага (+67 кг)  | Марія Еспіноса · Мексика       | Ніна Солгейм · Норвегія     | Наталія Фалавінья · Бразилія     |

### Медальний залік
| Місце | Країна                         | Золото | Срібло | Бронза | Загалом |
| ----- | ------------------------------ | ------ | ------ | ------ | ------- |
| 1     | Південна Корея (KOR)           | 4      | 0      | 0      | 4       |
| 2     | Мексика (MEX)                  | 2      | 0      | 0      | 2       |
| 3     | Китай (CHN)                    | 1      | 0      | 1      | 2       |
| 4     | Іран (IRI)                     | 1      | 0      | 0      | 1       |
| 5     | США (USA)                      | 0      | 1      | 2      | 3       |
| 6     | Туреччина (TUR)                | 0      | 1      | 1      | 2       |
| 7     | Канада (CAN)                   | 0      | 1      | 0      | 1       |
| 7     | Домініканська Республіка (DOM) | 0      | 1      | 0      | 1       |
| 7     | Греція (GRE)                   | 0      | 1      | 0      | 1       |
| 7     | Італія (ITA)                   | 0      | 1      | 0      | 1       |
| 7     | Норвегія (NOR)                 | 0      | 1      | 0      | 1       |
| 7     | Таїланд (THA)                  | 0      | 1      | 0      | 1       |
| 13    | Китайський Тайбей (TPE)        | 0      | 0      | 2      | 2       |
| 13    | Хорватія (CRO)                 | 0      | 0      | 2      | 2       |
| 15    | Афганістан (AFG)               | 0      | 0      | 1      | 1       |
| 15    | Бразилія (BRA)                 | 0      | 0      | 1      | 1       |
| 15    | Куба (CUB)                     | 0      | 0      | 1      | 1       |
| 15    | Франція (FRA)                  | 0      | 0      | 1      | 1       |
| 15    | Велика Британія (GBR)          | 0      | 0      | 1      | 1       |
| 15    | Казахстан (KAZ)                | 0      | 0      | 1      | 1       |
| 15    | Нігерія (NGR)                  | 0      | 0      | 1      | 1       |
| 15    | Венесуела (VEN)                | 0      | 0      | 1      | 1       |
| Total | Total                          | 8      | 8      | 16     | 32      |

## Прапороносці
Даба Модібо Кейта з Малі, Діпак Біста з Непалу, Майса Аль-Мактум з ОАЕ, Несар Ахмад Бахаве з Афганістану, Мігель Феррера з Гондурасу та Бінета Дедхьо з Сенегалу всі були тхеквондистами, які мали честь нести свій національний прапор на церемонії відкриття.

## Суперечки

### Зміна результату
23 серпня чвертьфінальний матч у категорії понад 67 кг серед жінок між Сарою Стівенсон з Великої Британії і китаянкою Чень Чжун, яка захищала свої золоті медалі Сіднею і Афін, позначився суперечкою. Чень Чжун вела 1-0 упродовж більшої частини матчу, але за 4 секунди до завершення Стівенсон завдала чіткого удару в обличчя своєї суперниці. Однак, лише половина суддів зареєстрували влучання і, отже, його не було зараховано. Цей удар приніс би Стівенсон два очки, тож забезпечив би їй перемогу. Тренер Стівенсон прийшов у лють і протестував перед рефері та суддями, але спочатку перемогу присудили Чжун. Британська команда протестувала понад годину і. На відео було добре видно удар в обличчя. Попри незадоволення натовпу суддівське рішення було скасовано, що не має прецедентів у тхеквондо, і саме Стівенсон пройшла в півфінал, де зустрілася з мексиканкою Марією Еспіносою. Однак, Еспіноса здобула чисту перемогу над непідготовленою Стівенсон і потім у фіналі виграла золото, а Стівенсон взяла бронзу в матчі проти єгиптянки Нохи Абд Рабо.

### Звинувачення в договірних матчах
У перший день змагань канадська надія на медалі, Іветт Гонда, програла 0-2 шведці Ганні Зайц, попри очевидну перевагу Іветт у матчі. Її тренер припустив, що можливо суддівські машини були зламані, а також, що китайські судді хотіли перешкодити Гонді зустрітися з китайською спортсменкою в наступному турі (яка згодом легко перемогла Зайц на шляху до медалі).
Канадська сторона подала протест, але його не задовольнили. Не лише канадський тренер, але й багато інших спостерігачів, були шоковані поразкою.

### Напад на суддю
У матчі за бронзові медалі в чоловічому класі понад 80 кг зустрічався кубинський золотий медаліст із Сіднея 2000 року Анхель Матос проти казаха Армана Чилманова. Після того, як Матос зазнав травми в бою (в цей момент він вів 3-2), він узяв Kyeshi. в рамках турнірів Всесвітньої федерації тхеквондо правила дають гравцям, які отримали тілесні ушкодження, хвилину часу Kyeshi на відновлення, після чого учасник повинен повернутися на ринг, щоб продовжити боротьбу або запросити додатковий час, інакше його зараховують поразку. Шведський рефері Шакір Челбат на 40-й секунді дав попередження, що пройшла хвилина. Але Матос не повернувся на ринг. Суддя постановив, що поки Матос сидів в очікуванні медичної допомоги, то взяв занадто довго свого часу і згодом дискваліфікував його. "мені було ясно, що він не може продовжити". Його суперник Арман Чилманов сказав: "його мізинець на лівій нозі був зламаний." Після того, як Чилманова оголосили переможцем, Матос недовго сперечався, а потім завдав удару в обличчя рефері, у якого з рота пішла кров, потім штовхнув або вдарив суддю і плюнув на підлогу арени. Враховуючи нібито погане суддівство на Олімпіаді, яке залишило багатьох спортсменів украй незадоволеними, натовп глядачів почав скандували "Куба" і аплодували йому і його тренеру.
Тренер Матоса Гонсалес сказав про суддю, який вирішив закінчити поєдинок, що "він був занадто суворим...".
У заяві, яку поширила Всесвітня федерація тхеквондо подію названо "грубим порушенням духу тхеквондо та Олімпійських ігор", наказано всі повідомлення про участь Матоса в Олімпійських іграх 2008 року вилучити з записів, і накласти довічну заборону йому та його тренеру, Гонсалесу, на участь у будь-яких майбутніх змаганнях Всесвітньої федерації тхеквондо.
Фідель Кастро захищав Анхеля Матоса, кажучи, що той справедливо обурювався стосовно дискваліфікації на матчі за бронзову медаль. "Я бачив як судді нахабно засудили двох кубинських боксерів у півфіналі", - написав Кастро. "Наші бійці ... сподівались на перемогу, незважаючи на суддів, але це було марно. Їх засудили заздалегідь."
2010 року поштова служба Великої Британії Королівська Пошта випустила марку на честь включення тхеквондо в програму Олімпійських ігор 2012 у Лондоні, і ходили розмови, що ілюстрація можливо зроблена на основі поширеної фотографії Анхеля Матоса, який б'є ногою рефері Чакіра Челбата.

### Звинувачення в неефективному управлінні та залякуванні
Інцидент у змаганнях серед чоловіків у ваговій категорії до 80 кг може мати більш тривалий вплив на цей вид спорту. Американець Стівен Лопес, дворазовий чемпіон світу у цій категорії, який не програвав жодного поєдинку з 2002 року, був позбавлений одного балу в третьому періоді чвертьфінального поєдинку проти італійця Мауро Сармьєнто. Рефері визначив, що Лопес застосував незаконну "підсічку" (заблокував удар суперника нижче пояса). Зняття з рахунку перетворило перевагу Лопеса 2:1 на нічию 1:1, і Лопес програв в овертаймі у вирішальному поєдинку. Лідер команди США Герб Перес безуспішно опротестував це рішення, стверджуючи, що Лопес підняв ліву ногу в захисті, а Сармьєнто вдарив ногою в ногу, намагаючись отримати відрахування.
In the wake of the decision, Perez leveled serious charges against the sport's governing body, the World Taekwondo Federation:
- He claimed that the protest was not properly handled. Typically, decisions on protests must be made within 15 minutes. No response was made for 45 minutes.
- He also stated that the US team received no indication why the protest was deemed "unacceptable". According to Perez, "Unacceptable could mean anything from we didn’t file the papers properly to we didn’t use the right color pencil... Under the WTF competition rules, we should have been notified about the decision, the criteria, the methodology used, what evidence was presented, and what referees were reviewing it. We were not."
- Perez also said that at a June 2008 conference, the heads of the 25 teams that were to compete in Beijing were asked to sign an agreement not to file any protests at the Games.
- After his protest was denied, Perez alleged that WTF officials approached him and asked him not to talk to the press.

Charles Robinson, a writer for Yahoo! Sports in the US, called the events surrounding Lopez' match "a chaotic episode that might ultimately prove to be the tipping point to Olympic doom",  adding that it had been widely rumored that taekwondo was on the brink of being removed from the Olympic program.